# Топлички сабор вишњара - Дани вишње
Топлички сабор вишњара - Дани вишње је сајамско-туристичка манифестација која се одржава у Великој Плани код Прокупља и којом се обележава почетак бербе вишања.
Манифестација се одршава крајем јуна или почетком јула месеца, траје два дана и поред забавног, има и културни карактер. У оквиру манифестације организују се изложбе слика, презентација песничких радова, као и изложбе народних рукотворина: везени топлички мотиви, пинтери - каце и бачве, столарске рукотворине, пољопривредне алатке, лицидерска срца.
Први сабор вишњара одржан је 1 и 2.7. 2006. године. Додељене су награде за најбољег произвођача вишања (по квалитету и по квантитету), најбољег проивођача шљива и јабука, најбољег произвођача ракије, меда, најбољег сакупљача печурака.
Шести сабор је одржан 9. и 10.7.2011. године.
Девети Топлички сабор вишњара одржан је 12. и 13.7.2014. године. Приређена је изложба производа од воћа: сока и слатка од вишања, ракије и вина локалних произвођача и одржано стручно предавање „Тенденција даљег развоја воћарске производње и прераде у Топлици“. Додељена је награда за најбољег произвођача вишања, вина и ракије и за најуређеније двориште.
Дванаести сабор вишњара одржан је 30.6.-2.7. 2017. праћен културно-забавним садржајем, поред кога је одржано предавање из пољопривреде, изложбе и проглашење најбољих вишњара.
Тринаести Топлички сабор вишњара одржан је 7.7.2018. године.
Четрнаести Топлички сабор вишњара одржан је 9. и 10.7.2022. у Великој Плани. Поред пригодног фолклорног програма, одржано је предавање „Тенденција даљег развоја воћарске производње и прераде у Топлици, са посебним освртом на органску производњу“ и изложба вина и ракије локалних произвођача. Додељене су награде за најбољег произвођача вишања, вина и ракије и за најуређеније двориште.